# Encarsiella pithecura
Encarsiella pithecura är en stekelart som beskrevs av Andrew Polaszek 1999. Encarsiella pithecura ingår i släktet Encarsiella och familjen växtlussteklar.
Artens utbredningsområde är Belize. Inga underarter finns listade i Catalogue of Life.